# 1398 Доннера
1398 Доннера  (1398 Donnera) — астероїд головного поясу, відкритий 26 серпня 1936 року.
Тіссеранів параметр щодо Юпітера — 3,164.